# Liang Fang
Liang Fang (čínsky pchin-jinem Liáng Fāng, znaky 梁芳) byl čínský eunuch zaujímající v letech 1476–1487 významné postavení v palácové administrativě Čcheng-chuy, císaře říše Ming, které pod ochranou císařovy oblíbenkyně paní Wan zneužíval ke korupci a osobnímu obohacování.

## Život
Liang Fang pocházel z okresu Sin-chueje v provincii Kuang-tung. Po polovině 15. století se stal jedním z eunuchů v Zakázaném městě v Pekingu, patrně byl přidělen do služby k tehdejšímu korunnímu princi Ču Ťien-šenovi. Roku 1464 Ču Ťien-šen nastoupil na císařský trůn říše Ming jako císař Čcheng-chua a Liang Fang stoupal v hodnostech.
V 70. letech 15. století v Zakázaném městě vedl úsek výroby dřevěného nábytku a také knih. Pod protekcí paní Wan, oblíbenkyně císaře Čcheng-chuy, získával stále více vlivu. Později měl na starosti opatřování drahých materiálů, a vydávání licencí tibetským a jiným zahraničním mnichům a expertům na lékařství a exotické postupy, což poskytovalo řadu příležitostí ke zbohatnutí, ze kterých těžila paní Wan.
Společně s paní Wan zorganizovali korupční prodávání úřadů – zájemci o úřad nakupovali zboží z císařských skladů, které spravoval Liang Fang, za přemrštěnou cenu a odměnou byli jmenováni do funkce přímo na základě císařského dekretu aniž by prošli kvalifikačními zkouškami ministerstva státní správy. Procedura takového jmenování byla známá jako čchuan feng, eunuch při ní předal císařský příkaz velkému sekretariátu k sepsání jmenovacího dekretu dotyčného. Původně byla v omezené míře používána pro jmenování pomocného personálu jako lékařů, umělců, tesařů, klenotníků, astrologů, taoistických a buddhistických mnichů a jmenování byla vždy připomínkována ministerstvy. Po 1475 však tato jmenování náhle vzrostla v počtech, někdy tak paní Wan diktovala povýšení i do vysokých úřadů.
Roku 1487 paní Wan zemřela a o několik měsíců později zemřel i Čcheng-chua. Nový panovník Chung-č’ eunuchy spojené s paní Wan přeložil do nižších funkcí mimo Peking nebo přímo potrestal. Mezi postižené patřil i Liang Fang.